# Вербано (Варезе)
Вербано је насеље у Италији у округу Варезе, региону Ломбардија.
Према процени из 2011. у насељу је живело 64 становника. Насеље се налази на надморској висини од 466 м.